# Риу-Доси
Ри́у-До́си (порт. Rio Doce) — река в Южной Америке.
Находится в юго-восточной части Бразилии. Длина реки составляет около 853 километров, площадь бассейна — около 83400 км². Течёт с запада на восток. Образуется при слиянии рек Пиранга и Карму недалеко от исторического города Ору-Прету. В нижнем течении сообщается с озером Жупаранан. Впадает в Атлантический океан.
Период высокой воды длится с октября до апреля — мая.

## Катастрофа на шахте Samarco
5 ноября 2015 года на шахте горнодобывающей компании Samarco произошел прорыв плотины, приведший к гибели не менее 11 человек и утечке большого объёма токсичных отходов в Риу-Доси. Утечка отходов, содержащих ртуть, мышьяк, хром и марганец привела к полному исчезновению некоторых вымирающих видов и нанесла серьёзнейший ущерб экологии южноатлантического региона.